# Estonia en los Juegos Olímpicos de Amberes 1920
Estonia estuvo representada en los Juegos Olímpicos de Amberes 1920 por un total de 14 deportistas que compitieron en 3 deportes. Fue la primera participación de este país en los Juegos Olímpicos.
El portador de la bandera en la ceremonia de apertura fue el halterófilo Harald Tammer.

## Medallistas
El equipo olímpico estonio obtuvo las siguientes medallas:
| Nombre         | Deporte      | Competición |
| -------------- | ------------ | ----------- |
| Oro            |              |             |
| Alfred Neuland | Halterofilia | 67,5 kg M   |
| Plata          |              |             |
| Jüri Lossmann  | Atletismo    | Maratón M   |
| Alfred Schmidt | Halterofilia | 60 kg M     |
| Bronce         |              |             |
| —              |              |             |